# Franz Beckenbauer
Franz Beckenbauer (München, 11. rujna 1945. – 7. siječnja 2024.) bio je njemački nogometaš i trener, s nadimkom Der Kaiser (hrv. „Car”) zbog svojeg elegantnog stila i vođenja igre, te njegove dominacije na terenu. Općenito je zvan najboljim njemačkim nogometašem svih vremena, kao i jedan od najvećih nogometaša u povijesti.
Prvi je odigrao više od 100 utakmica za nacionalnu reprezentaciju. Kao aktivni nogometaš osvojio je 1974. Svjetsko prvenstvo u nogometu, a zatim kao trener 1990. S Bayernom iz Münchena osvojio je 4 puta njemačko prvenstvo (1969., 1972., 1973., 1974.) i 4 puta Europske pokale. Godine 1972. i 1976. izabran je za najboljeg nogometaša Europe.  1977. godine prelazi u Newyorški "Cosmos", a 1980. se vraća u Njemačku u Hamburger SV s kojima osvaja 1982. njemačko prvenstvo. Od 1984. – 1990. bio je izbornik njemačke nogometne reprezentacije. Od 1994. do 2009., Beckenbauer je obnašao dužnost predsjednika FC Bayern Münchena.

## Rane godine
Franz Beckenbauer je rođen u posljeratnim ruševinama Münchena, kao drugi sin poštara Franza Beckenbauera starijeg i majke Antonie. Rastao je u radničkom okrugu Giesing, dok je, unatoč očevom cinizmu o igri, započeo igrati nogomet s osam godina u mladoj momadi SC Münchena '06, 1954. godine."
U početku, bio je središnji napadač, a idol mu je bio Fritz Walter i 1860 München, tada nepoznati lokalni klub koji je nastupao u Oberligi Süd, 1950-ih. "Uvijek sam sanjao da igram za nijh", potvrdio je kasnije. Zatim se 1959. godine pridružio juniorima Bayern Münchena, umjesto obožavanog 1860 Münchea, zbog juniorskog U-14 natjecanja pokraj Neubiberga. Beckenbauer i suigrači su bili svjesni da je njihov SC München '06 imao financijskih problema s juniorskom ekipom, pa se odlučio pridružiti 1860 Münchenu kao skupina iznad kraja natjecanja. Međutim, sudbina je spojila SC München i TSV 1860 u finalu, a niz gubljenja vremena u utakmici su imale rezultirale fizičkim obračunom Beckenbauera i protivničkog napadača. To je proizvelo jak utjecaj na Beckenbauera i suigrače, koji su se odlučili radije spojiti s Bayernom nego s momčadi koja im je postala neprijatelj.
1963. godine, s 18 godina, Beckenbauera se našao u kontroverzi kad je izjavio da mu je djevojka trudna i da nema namjeru vjenčati se s njom. Zbog tadašnjih socijalnih prilika, DFB ga je izbacio iz mlade reprezentacije Zapadne Njemačke, ali je ponovo prihvaćen zbog intervencije trenera Dettmara Cramera.

## Karijera

### Igračka karijera
Beckenbauer je za Bayern debitirao u Regionalligi Süd protiv Stuttgarter Kickersa, 6. lipnja 1964. godine. U svojoj prvoj sezoni u ligi, 1964./65., momčad je prošla u tada novoosnovanu Bundesligu, prvu nacionalnu ligu.
Ubrzo je Bayern postao jaka snaga u novoj ligi, osvojivši njemački kup 1966./67. i Kup pobjednika kupova 1967. godine. Beckenbauer je 1968./69. sezone postao kapetan momčadi i odveo ju je do prvog naslova prvaka njemačke. Započeo je eksperimentirati s obrambenom libero pozicijom, preobrativši tu poziciju i postao je jedan od najboljih libero igrača svih vremena. 
Tijekom Beckenbauerove karijere u Bayern Münchenu, klub je osvojio tri prvenstva zaredom (1972. – 1974.), kao i tri naslova Kupa prvaka zaredom (1974. – 1976.), zbog čega je Bayern osvojio trofej na čuvanje zauvijek.
Zanimljivo, od 1968. godine, navijači i mediji Beckenbauera nazivaju Der Kaiser. Za taj nadimak, obješnjena je sljedeća anegdota (čak ju je Beckenbauer potvrdio): Za vrijeme prijateljske utakmice Bayerna u Beču, Beckenbauer je pozirao za fotografije u zgradi pokraj kuće vladara Franje Josipa I. Mediji su ga počeli zvati Fußball-Kaiser ("nogometni car"), a malo poslije samo Der Kaiser. Međutm, u izvješću njemačkih novina Welt am Sonntag piše da je takvo objašnjenje neistinito, iako je popularno. Prema izvješću, Beckenbauer je prekršio protivnika Reinharda Libudu iz Schalkea u finalu kupa, 14. lipnja 1969. Izostavljajući zvižduke navijača, Beckenbauer je uzeo loptu u protivnički dio terena, gdje je tehnicirao s loptom pred nervoznim navijačima pola minute. Libuda je često bio zvan König von Westfalen (kralj Vestfalije), pa su se madiji još više oduševili i nadjenuli nadimak Der Kaiser.
Beckenbauerova popularnost je bila toliko velika da se jednom našao i u skeču Monty Pythona "The Philosophers' Football Match" kao dio njemačke reprezentacije. Međutim, umjesto pravog nogometa, svi "igrači" su mislili i kružili, što je zbunilo Beckenbauera.
1977. godine, Beckenbauer je prihvatio ponudu američkog New York Cosmosa iz NASL lige. Za Cosmose je igrao četiri sezone do 1980. godine, i osvojio je Soccer Bowl tri puta (1977., 1978., 1980.).
Beckenbauer je otišao u mirovinu nakon dvije godine igranja za Hamburger SV, od 1980. do 1982., s kojim je osvojio naslov prvaka Bundeslige; te nakon još jedne godine u New York Cosmosu, 1983. godine. U svojoj karijeri, Beckenbauer je imao ukupno 587 nastupa i 81 gol u domaćim ligama.

### Reprezentativna karijera
Beckenbauer je 103 puta nastupio za reprezentaciju, i postigao je 14 golova za Zapadnu Njemačku. Bio je dio momčadi koja je osvojila drugo mjesto na SP-u 1966., treće mjesto na SP-u 1970., i prvo mjesto na SP-u 1974. godine. Beckenbauer je prvi reprezentativni nastup imao 26. rujna 1965.
Beckenbauerov prvi nastup na Svjetskom prvenstvu je bio 1966. godine, gdje je na svakoj utakmici nastupao. U svojoj prvoj SP utakmici, protiv Švicarske, zabio je dva gola u 5:0 pobjedi. Zapadna Njemačka je osvojila skupinu, pa je pobijedila Urugvaj 4:0 u četvrtfinalu, kada je Beckenbauer zabio drugi gol u 70. minuti. U polufinalu, Nijemci su se suočili sa SSSR-om. Helmut Haller je zabio prvi gol, a Beckenbauer je zabio drugi gol, četvrti na natjecanju. Sovjeti su zabili počasni pogodak, pa je Zapadna Njemačka prošla u finale protiv domaćina, Engleske. Engleska je pobijedila u finalu preko produžetaka, i kontroverznog gola. Nijemci su pali u finalu, ali je Beckenbauer postao poznat zbog natjecanja i bio je treći na popisu najboljih strijelaca, ali ne-napadača. Momčad i igrači su u Njemačkoj dočekani kao junaci.
Na Svjetskom prvenstvu 1970., Zapadna Njemačka je pobijedila u prve tri utakmice do susreta s Engleskom u drugoj rundi. Engleska je do kraja prvog poluvremena vodila 2:0, ali spektakularni gol Beckenbauera u 69. minuti je vrato Nijemce u igru, a pobijedili su u produžetcima. Zapadna Njemačka je dosegla četvrtfinala, gdje se suočila s Italijom, u utakmici koja je postala poznata kao "Nogometni susret stoljeća". Unatoč frakturi ključne kosti nakon prekršaja, ali je nastavio igrati, jer je momčad iskoristila maksimalne dvije izmjene. Nevjerojatno je bilo gledati Beckenbauera kako igra s iščašenom rukom u zavoju. Rezultat utakmice je bio 4:3 (nakon produžetaka) za talijane. Zapadna Njemačka je porazila Urugvaj rezultatom 1:0 u utakmici za treće mjesto.
Svjetsko nogometno prvenstvo 1974. je održano u Zapadnoj Njemačkoj, čiju je reprezentaciju Beckenbauer odveo da pobjede, uz tešku 2:1 pobjedu u finalu protiv favorita Nizozemske, koju je predvodio legendarni Johan Cruyff. Beckenbauer i ostali njemački braniči su tako dobro pokrivali Cruyffa da nizozemci nisu mogli napraviti opasniju priliku. 

Beckenbauer je postao prvi kapetan koji je podigao novi trofej Svjetskog nogometnog prvenstva, nakon što je Brazil sačuvao Jules Rimet trofej 1970. godine. Time je Zapadna Njemačka postala prva reprezentacija koja je osvojila Europsko i Svjetsko prvenstvo zaredom; Francuska je isti uspjeh postigla 2000. godine.
Beckenbauer je 1971. godine postao kapetan nacionalne reprezentacije. 1972. godine, Zapadna Njemačka je osvojila Europsko prvenstvo u nogometu, pobijedivši SSSR rezultatom 3:0 u finalu. 1976., Zapadna Njemačka je opet došla do finala, gdje su ispali od Čehoslovačke.

### Trenerska karijera
Na svom povratku, Beckenbauer je postao trener reprezentacije Zapadne Njemačke, nasljedivši Juppa Derwalla. Odveo je momčad do finala Svjetskog prvenstva 1986., gdje su izgubili od Argentine. 
1990. godine, prije ujedinjenja Njemačke, Beckenbauer je trenirao zadnju njemačku momčad bez istočnonjemačkih igrača na FIFA SP-u, pobijedivši Argentinu 1:0 u finalu, istom kao u SP 1986. Beckenbauer je jedan od dva čovjeka (uz Marija Zagalla) koji su SP osvojili kao igrač i kao izbornik, a jedini je koji je osvojio prvenstvo kao kapetan i kao izbornik.
Beckenbauer se premjestio u klupski menadžment, i prihvati je posao u Olympique de Marseilleu, 1990. godine, ali je napustio klub sljedeće godine, uz osvajanje 1990./91. prvenstva. 
Od 28. prosinca 1993. do 30. lipnja 1994., a zatim od 29. travnja 1996. do 30. lipnja iste godine, trenirao je Bayern München. S klubom je osvojio dva velika naslova, osvajanje Bundeslige 1994. i Kupa UEFA 1996. godine. 
1994. godine, preuzeo je ulogu predsjednika Bayerna, a mnogo uspjeha minhenskog se može prepisati njemu i njegovom oštroumnom menadžmentu. Uz odluku kluba da se iz savez promijeni u ograničenu tvrtku, Beckenbauer je postao predsjedatelj savjetničkog odbora od 2002. godine.
1998. godine, postao je potpredsjednikom Njemačkog nogometnog saveza (DFB). Krajem 1990-ih, Beckenbauer je bio na čelu uspješne organizacije Svjetskog nogometnog prvenstva 2006. u Njemačkoj. Predsjedao je organizacijski komitetza SP, a bio je i sukomentator TV-postaji Bild-Zeitung.

## Privatni život
Beckenbauer je bio oženjen tri puta i ima petero djece, dok je jedan od njih, Stefan, bio profesionalni nogometaš. Nakon pojavljivanja na oglasu za veliku telekomunikacijsku tvrtku, Beckenbauer je izričito zahtijevao broj mobitela 0176 / 666666. Međutim, uskoro je počeo dobivati pozive muškarca koji je mislio da se radi o sex-broju, jer se u njemačkom jeziku, "6" čita "sechs", jako slično riječi seks.

## Nagrade i uspjesi

### Klupski uspjesi
FC Bayern München
- Bundesliga: 1968./69., 1971./72., 1972./73., 1973./74.
- DFB-Pokal: 1966., 1967., 1969., 1971.
- Kup prvaka: 1973./74., 1974./75., 1975./76.
- Kup pobjednika kupova: 1966./67.
- Interkontinentalni kup: 1976.

Hamburger SV
- Bundesliga: 1981./82.

New York Cosmos
- NASL:  1976./77., 1977./78., 1979./80.
- Trans-Atlantski kup: 1980., 1983.

### Međunarodni uspjesi
- Svjetsko prvenstvo u nogometu:
  - Pobjednik: 1974.
  - Drugoplasirani: 1966.
  - Trećeplasirani: 1970.

- Europsko prvenstvo u nogometu:
  - Pobjednik: 1972.
  - Drugoplasirani: 1976.

### Trenerski uspjesi
- Svjetsko prvenstvo u nogometu:
  - Pobjednik: 1990.
  - Drugoplasirani: 1986.

- Bundesliga:
  - Pobjednik: 1993./94.
- Kup UEFA: 
  - Pobjednik: 1995./96.

### Osobni uspjesi
- Europski igrač godine
  - Pobjednik: 1972., 1976.
  - Drugoplasirani: 1974., 1975.

- Najbolji mladi igrač FIFA SP-a:
  - Dobitnik: 1966.

- Zlatna lopta:
  - Drugoplasirani: 1974.

- Idealna momčad FIFA SP-a:
  - Dobitnik: 1966., 1970., 1974.

- Idealna momčad UEFA EP-a:
  - Dobitnik: 1972., 1976.

- Njemački igrač godine:
  - Dobitnik: 1966., 1968., 1974., 1976.

## Vanjske poveznice
- Zaklada Franz Beckenbauer  Arhivirana inačica izvorne stranice od 8. ožujka 2012. (Wayback Machine) (njem.)
- Činjenice o Beckenbaueru (njem.)
- Opis Franza Beckenbauera
- Neslužbena statistika